# Chad Brown (cestista)
Chad Brown (Deltona, 6 settembre 1996) è un cestista statunitense.